# 자카야 베르디크
자카야 베르디크(아랍어: زكرياء برݣديش, Zakarya Bergdich, 1989년 1월 7일, 콩피에뉴 ~ )는 BB 에르주룸스포르에서 왼쪽 풀백로 뛰는 모로코의 축구선수이다.

## 사생활
베르디크는 아내를 상습적으로 폭행한 혐의로 이탈리아 현지 시간으로 10일 경찰에게 체포되었다.